# Compaq Presario
Compaq Presario fue una línea de ordenadores de escritorio y portátiles de la marca Compaq. Salieron al mercado en septiembre de 1993 con un costo inferior a los $1000,00 dólares. Compaq se convirtió en uno de los primeros fabricantes que utilizaron CPUs de AMD y Cyrix.
En 2002 la marca Compaq fue adquirida por HP, el nombre Presario permaneció en uso hasta que la marca Compaq fue descontinuada en 2013 debido a sus problemas de comerciabilidad.

## Compaq Presario 5000
En América Latina, se vendieron los modelos 5000 y 7000 de la línea Presario. Uno de los modelos (Presario 5400) contaba con un procesador AMD Duron de 700MHz, 64 MB de memoria RAM y 10 mb de memoria ROM. El modelo incluía el monitor Compaq MV540 y dos parlantes JBL Platinum Series, con el sistema operativo Windows Me (Windows Millennium Edition) instalado por defecto.
- Datos: Q5155591
- Multimedia: Compaq Presario / Q5155591